# 簡儀

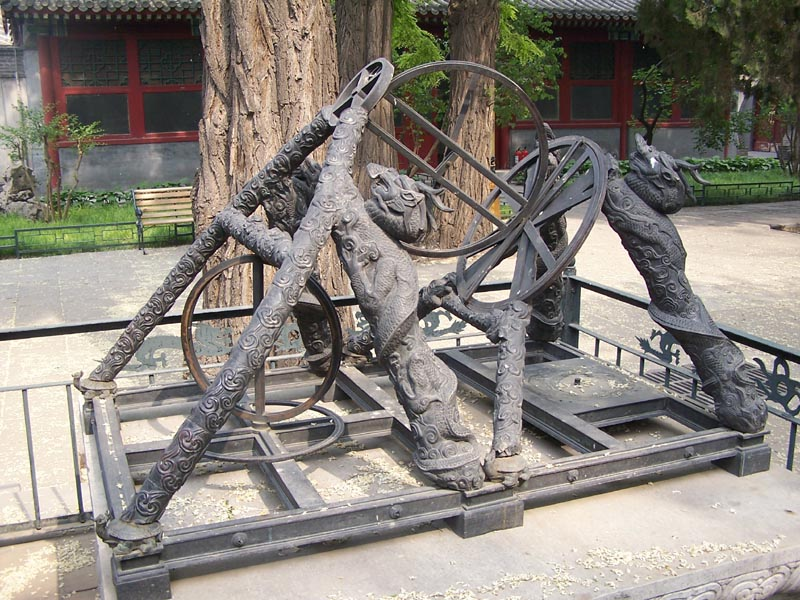
南京紫金山天文台上的簡儀

簡儀是中國元朝天文學家郭守敬簡化渾儀而創造的一種天文測量儀器，它把唐宋的渾儀結構精簡並重新組合而成，故稱簡儀。

## 制造沿革
郭守敬使用傳統渾儀測量天體時，感到渾儀層層交錯環圈過於繁複，相互遮擋不少天空視野，且妨礙觀測等，因而萌生簡化渾儀的想法。他把黃道圈除去，分立其上之地平與赤道測量裝置，再以雲架與龍柱把兩者合併之，能無遮擋的有效測量南北天極附近以外的其餘廣大天區之目標天體赤道坐標，簡儀亦成為郭守敬在天文測量儀器方面的代表作。

## 結構與原理

### 赤道系統
亦稱赤道經緯儀，包括赤道儀和四遊儀。
- 赤道儀內為帶二十八宿周天刻度之赤道環，外套標上時辰刻度百刻環，有兩個界衡並過環心，由南極雲架與十字框架支撐與承托；赤道環與界衡均可繞環心水平轉動，以此來測量入宿度（該天體與它西側相鄰宿內距星的赤經差）。
- 四遊儀主體為四遊雙環，安裝南北極軸上，南極立於赤道環環心上而北極則接上規，雙環以南北極成軸繞北天極轉動；兩環上刻有周天度數，雙環間有直距支撐（亦可看成兩環以直距為心斜立著轉動，此直距亦相當於極軸），其上有一窺衡繞該環轉動，窺衡上有橫耳並內藏細絲（類似尋星鏡十字絲定位原理）；以此對好目標天體即可在集雙環讀出天體的去極度（天體與北極的夾角）。

### 地平系統
亦稱地平經緯儀，即立運儀。
- 立運儀在北極雲架下方，下接底座；陰緯環垂直平放於立運環之下，繞環心轉動；而立運環則垂直轉動並立於雲架之下；兩環均有刻度，以其上之界衡與窺衡對準目標天體則可在環刻度上讀出天體之地平方位角與天體高度。

### 候極儀
- 包括位南極雲架頂端的上規與其內之定極環，以此加上赤道系統即可調整儀器的極軸方向及測量北極星上中天時刻。

### 正方案
此部份部件已散伕，明朝仿制品由原來測定方向變為地平式日晷，同時也可作為南北定向之用。

### 底座
包括：北極雲架、南極雲架與四方底座，兩雲架北高南低，雲架的龍柱精緻刻上栩栩如生的雲中游龍，雲架下有鼇承托。底座有水准糟以測定整座簡儀之水平水準。

## 成就
該儀之赤道系統為世界上最早的赤道裝置，原理相當於現在的越軸式（即叉式赤道儀）。歐洲至1598年才由丹麥天文學家第谷發明與之類似的裝置。而赤道環與百刻環之間有四個圓筒形的短銅棍，以減低兩者之摩擦力，為世界上滾筒軸承的最早利用之處。另外以窺衡加上絲線測量，與及環上的分刻度亦有所提高之下，大大提高了當時觀測準確度和方便性。

### 紀念郵票
中國郵電部於1962年12月1日發行編號「紀—92」的一組八枚「中國古代科學家」紀念郵票中，一枚是郭守敬半身像，另一枚是其代表作—簡儀。但郵票中簡儀繪畫時不甚仔細，看不出赤道裝置立體感與細緻而導致出現錯覺。

## 成品去向
郭守敬當年製作的簡儀原本置於大都司天台（即現在北京建國門內大街路北中國社會科學院），曾被搬遷至雞鳴山觀測台至清康熙七年（1668年）遷回北京，但於清康熙五十四年（公元1715年）被傳教士紀理安故意當作廢銅熔掉。

## 仿製與複製品
現存最古老的簡儀是在明正統二年（1437年）按郭守敬所制並安放在南京之原物仿製，明清兩代欽天監以此於北京古觀象台用於測量，1900年八國聯軍侵略，德國於12月12日把簡儀拆卸運往位於東交民巷的法國外交使館收藏，至1902年迫於世界輿論壓力才歸還給清政府。1933年6月，簡儀因逃避戰火南遷至南京，於1934年2月初安頓在紫金山天文台上，但歷經風吹雨打、受腐蝕剝落以致1980年代初已近乎被毀，南京市當局於1988年花了11個月對該儀進行維修，現於南京紫金山天文台露天陳列展覽，其他的簡儀複製品皆以此為藍本複製。
此簡儀本體以青銅鑄成，高約2.84米，長4.4米，寬2.98米，重約14噸。結構穩固，工藝華美，近看高大，遠看玲瓏；體現中國古代科學技術、冶鑄技巧與機械制造等方面的結晶。
1993年8月，台灣台中市國立自然科學博物館展出按實際比例製作的複製品（另外還有渾儀與水運儀象台複製品），現於該館「中國的科學與技術展區」展出。
2002年1月11日，北京古觀象台（即北京古代天文儀器陳列館）投資100萬元啟動簡儀的複製工程
。把副件安放在北京古觀象台上陳列。
另在河北省邢台之「郭守敬紀念館」與在2006年春節啟用之浙江省溫嶺市石塘鎮之「石塘天文館」亦有簡儀的複製品存放。

## 外部連結
- 國立自然科學博物館簡儀簡介（有較詳細圖解）